# Attentat du 4 juillet 2008 à Minsk
L'attentat du 4 juillet 2008 à Minsk est un attentat survenu le 4 juillet 2008 juste après minuit à Minsk, en Biélorussie, ayant fait 54 blessés.

## Attentat
Le 4 juillet 2008, une explosion s'est produite près du mémorial de la ville héros lors d'un concert pour célébrer l'indépendance de la Biélorussie. Le concert avait été suivi par le président de la Biélorussie, Alexandre Loukachenko, qui n'a pas été blessé et dont les fonctionnaires ont dit qu'il n'était pas la cible.
Une seconde bombe plus grosse a été découverte mais n'a pas explosé.

## Enquête
Aucun motif clair de l'explosion n'a été révélé. Cependant, les autorités biélorusses ont arrêté quatre membres de la légion blanche, un groupe nationaliste, dans les jours qui ont suivi l'attaque.
Plus d'une dizaine de dirigeants de l'opposition ont été interrogés au cours de l'enquête. En outre, l'explosion a servi de prétexte à la prise massive des empreintes digitales de la quasi-totalité de la population masculine de la Biélorussie. Les auteurs probables de l'explosion ont été arrêtés lors de l'enquête sur l'attaque terroriste dans le métro de Minsk.